# Martin Brodeur

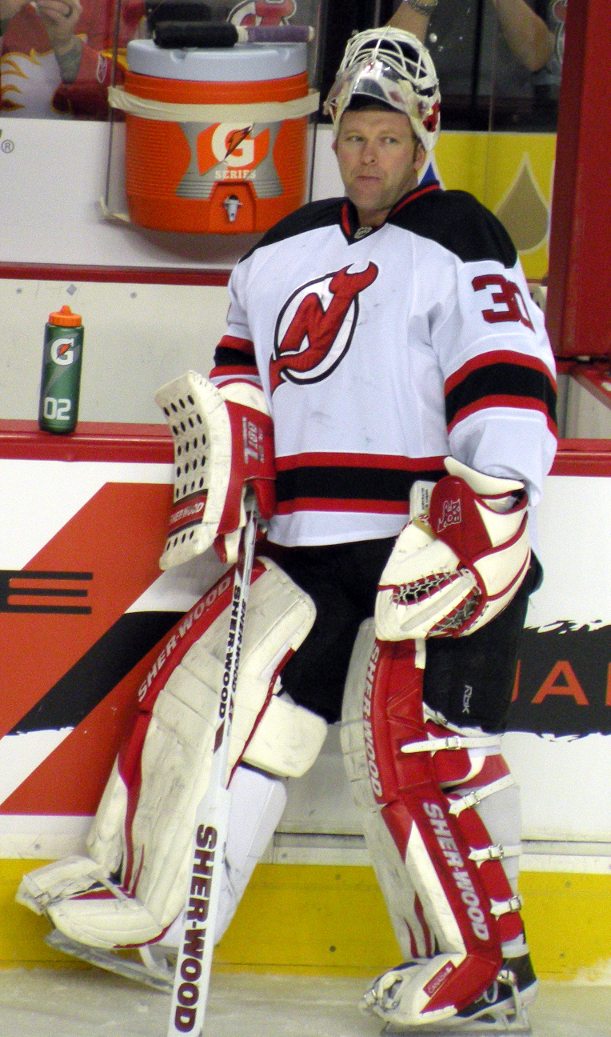
Martin Brodeur 2012.

Martin Pierre Brodeur, född 6 maj 1972 i Montréal, Québec, är en kanadensisk före detta professionell ishockeymålvakt som sist spelade i det amerikanska ishockeylaget St. Louis Blues i NHL. Han spelade tidigare för New Jersey Devils.
Brodeur förde sitt lag till seger i Stanley Cup tre gånger — 1995, 2000 och 2003 — och betraktas i hockeyvärlden som en given kandidat till Hockey Hall of Fame, mycket beroende på att han har mottagit priser som Vezina Trophy och Jennings Trophy fyra gånger var samt blivit invald i NHL First All-Star Team totalt tre gånger.
Han var New Jersey Devils första val i NHL-draften 1990 som 20:e spelare totalt.
Brodeur anses vara en av de absolut bästa målvakterna genom tiderna att hantera pucken med klubban utanför sin målbur.
Den 27 januari 2015 meddelade St. Louis Blues officiellt att Brodeur avslutar sin spelarkarriär för att istället bli en del av klubbens tränarstab. Man meddelade också att en presskonferens ska hållas den 28 januari 2015. Brodeur meddelade vid presskonferensen att han slutar med ett "leende på läpparna".

## Meriter
- Stanley Cup — 1995, 2000 och 2003
- Calder Memorial Trophy — 1994
- NHL All-Rookie Team — 1993–94
- Vezina Trophy — 2003, 2004, 2007 och 2008
- William M. Jennings Trophy — 1997, 1998, 2003 och 2004
- NHL First All-Star Team — 2002–03, 2003–04 och 2006–07
- NHL Second All-Star Team — 1996–97, 1997–98, 2005–06 och 2007–08
- NHL All-Star Game — 1996, 1997, 1998, 1999, 2000, 2001, 2003, 2004, 2007 och 2008
- OS-guld — 2002, 2010
- World Cup-seger — 2004

## NHL-rekord
- Flest övertidsvinster — 45
- Enda NHL-målvakt som har gjort ett matchvinnande mål
- Är tillsammans med Ron Hextall enda NHL-målvakt som gjort mål i både grundserien och slutspelet

Grundserien
- Flest vinster på en säsong  — 48, 2006–07
- Flest spelade minuter under en säsong — 4697, 2006–07
- Flest spelade matcher av en målvakt — 1266
- Flest vinster — 691
- Flest hållna nollor — 125
- Flest säsonger på raken med minst 30 vinster — 12
- Flest säsonger på raken med minst 35 vinster — 11
- Flest säsonger med minst 40 vinster — 8

Slutspel
- Flest hållna nollor i ett slutspel — 7, 2002–03
- Flest hållna nollor i slutspelet — 24
- Flest hållna nollor i en Stanley Cup-finalserie — 3, 2002–03
  - Delad med Toronto Maple Leafs Frank McCool

## Statistik
M = Matcher, V = Vinster, F = Förluster, O = Oavgjorda, ÖF = Förluster på övertid eller straffar, MIN = Spelade minuter, IM = Insläppta Mål, N = Hållit nollan, GIM = Genomsnitt insläppta mål per match, R% = Räddningsprocent

### Grundserie
| Säsong       | Lag                      | Liga         | M                                     | V                                     | F                                     | O                                     | ÖF                                    | MIN                                   | IM                                    | N                                     | GIM                                   | R%                                    |                                       |
| ------------ | ------------------------ | ------------ | ------------------------------------- | ------------------------------------- | ------------------------------------- | ------------------------------------- | ------------------------------------- | ------------------------------------- | ------------------------------------- | ------------------------------------- | ------------------------------------- | ------------------------------------- | ------------------------------------- |
| 1989–90      | Laser de Saint-Hyacinthe | LHJMQ        | 42                                    | 23                                    | 13                                    | 2                                     | —                                     | 2333                                  | 156                                   | 0                                     | 4.01                                  | —                                     |                                       |
| 1990–91      | Laser de Saint-Hyacinthe | LHJMQ        | 52                                    | 22                                    | 24                                    | 4                                     | —                                     | 2946                                  | 162                                   | 2                                     | 3.30                                  | —                                     |                                       |
| 1991–92      | Laser de Saint-Hyacinthe | LHJMQ        | 48                                    | 27                                    | 16                                    | 4                                     | —                                     | 2846                                  | 161                                   | 2                                     | 3.39                                  | —                                     |                                       |
| 1991–92      | New Jersey Devils        | NHL          | 4                                     | 2                                     | 1                                     | 0                                     | —                                     | 179                                   | 10                                    | 0                                     | 3.35                                  | .882                                  |                                       |
| 1992–93      | Utica Devils             | AHL          | 32                                    | 14                                    | 13                                    | 5                                     | —                                     | 1952                                  | 131                                   | 0                                     | 4.03                                  | .884                                  |                                       |
| 1993–94      | New Jersey Devils        | NHL          | 47                                    | 27                                    | 11                                    | 8                                     | —                                     | 2625                                  | 105                                   | 3                                     | 2.40                                  | .915                                  |                                       |
| 1994–95      | New Jersey Devils        | NHL          | 40                                    | 19                                    | 11                                    | 6                                     | —                                     | 2184                                  | 89                                    | 3                                     | 2.05                                  | .902                                  |                                       |
| 1995–96      | New Jersey Devils        | NHL          | 77                                    | 34                                    | 30                                    | 12                                    | —                                     | 4434                                  | 173                                   | 6                                     | 2.14                                  | .911                                  |                                       |
| 1996–97      | New Jersey Devils        | NHL          | 67                                    | 37                                    | 14                                    | 13                                    | —                                     | 3838                                  | 120                                   | 10                                    | 1.88                                  | .927                                  |                                       |
| 1997–98      | New Jersey Devils        | NHL          | 70                                    | 43                                    | 17                                    | 8                                     | —                                     | 4128                                  | 130                                   | 10                                    | 1.89                                  | .917                                  |                                       |
| 1998–99      | New Jersey Devils        | NHL          | 70                                    | 39                                    | 21                                    | 10                                    | —                                     | 4239                                  | 162                                   | 4                                     | 1.79                                  | .906                                  |                                       |
| 1999–00      | New Jersey Devils        | NHL          | 72                                    | 43                                    | 20                                    | 8                                     | —                                     | 4312                                  | 161                                   | 6                                     | 2.04                                  | .910                                  |                                       |
| 2000–01      | New Jersey Devils        | NHL          | 72                                    | 42                                    | 17                                    | 11                                    | —                                     | 4297                                  | 166                                   | 9                                     | 2.32                                  | .906                                  |                                       |
| 2001–02      | New Jersey Devils        | NHL          | 73                                    | 38                                    | 26                                    | 9                                     | —                                     | 4347                                  | 156                                   | 4                                     | 2.15                                  | .906                                  |                                       |
| 2002–03      | New Jersey Devils        | NHL          | 73                                    | 41                                    | 23                                    | 9                                     | —                                     | 4374                                  | 147                                   | 9                                     | 2.02                                  | .914                                  |                                       |
| 2003–04      | New Jersey Devils        | NHL          | 75                                    | 38                                    | 26                                    | 11                                    | —                                     | 4554                                  | 154                                   | 11                                    | 2.03                                  | .917                                  |                                       |
| 2004–05      | New Jersey Devils        | NHL          | spelade inte på grund av NHL-strejken | spelade inte på grund av NHL-strejken | spelade inte på grund av NHL-strejken | spelade inte på grund av NHL-strejken | spelade inte på grund av NHL-strejken | spelade inte på grund av NHL-strejken | spelade inte på grund av NHL-strejken | spelade inte på grund av NHL-strejken | spelade inte på grund av NHL-strejken | spelade inte på grund av NHL-strejken | spelade inte på grund av NHL-strejken |
| 2005–06      | New Jersey Devils        | NHL          | 73                                    | 43                                    | 23                                    | —                                     | 7                                     | 4364                                  | 187                                   | 5                                     | 2.57                                  | .911                                  |                                       |
| 2006–07      | New Jersey Devils        | NHL          | 78                                    | 48                                    | 23                                    | —                                     | 7                                     | 4697                                  | 171                                   | 12                                    | 2.18                                  | .922                                  |                                       |
| 2007–08      | New Jersey Devils        | NHL          | 77                                    | 44                                    | 27                                    | —                                     | 6                                     | 4635                                  | 168                                   | 4                                     | 2.17                                  | .920                                  |                                       |
| 2008–09      | New Jersey Devils        | NHL          | 31                                    | 19                                    | 9                                     | —                                     | 3                                     | 1814                                  | 73                                    | 5                                     | 2.41                                  | .916                                  |                                       |
| 2009–10      | New Jersey Devils        | NHL          | 77                                    | 45                                    | 25                                    | —                                     | 6                                     | 4499                                  | 168                                   | 9                                     | 2.24                                  | .916                                  |                                       |
| 2010–11      | New Jersey Devils        | NHL          | 56                                    | 23                                    | 26                                    | —                                     | 3                                     | 3116                                  | 172                                   | 6                                     | 2.45                                  | .903                                  |                                       |
| 2011–12      | New Jersey Devils        | NHL          | 59                                    | 31                                    | 21                                    | —                                     | 4                                     | 3392                                  | 136                                   | 3                                     | 2.41                                  | .908                                  |                                       |
| NHL totalt   | NHL totalt               | NHL totalt   | 1191                                  | 656                                   | 371                                   | 105                                   | 36                                    | 70028                                 | 2603                                  | 119                                   | 2.23                                  | .913                                  |                                       |
| AHL totalt   | AHL totalt               | AHL totalt   | 32                                    | 14                                    | 13                                    | 5                                     | —                                     | 1952                                  | 131                                   | 0                                     | 4.03                                  | .884                                  |                                       |
| LHJMQ totalt | LHJMQ totalt             | LHJMQ totalt | 142                                   | 72                                    | 53                                    | —                                     | —                                     | 8125                                  | 479                                   | 4                                     | 3.54                                  | —                                     |                                       |

### Slutspel
| Säsong       | Lag                      | Liga         | M   | V  | F  | MIN   | IM  | N  | GIM  | R%   |
| ------------ | ------------------------ | ------------ | --- | -- | -- | ----- | --- | -- | ---- | ---- |
| 1989–90      | Laser de Saint-Hyacinthe | LHJMQ        | 12  | 5  | 7  | 678   | 46  | 0  | 4.07 | —    |
| 1990–91      | Laser de Saint-Hyacinthe | LHJMQ        | 4   | 0  | 4  | 232   | 16  | 0  | 4.14 | —    |
| 1991–92      | Laser de Saint-Hyacinthe | LHJMQ        | 5   | 2  | 3  | 317   | 14  | 0  | 2.65 | —    |
| 1991–92      | New Jersey Devils        | NHL          | 1   | 0  | 1  | 32    | 3   | 0  | 5.62 | .800 |
| 1992–93      | Utica Devils             | AHL          | 4   | 1  | 3  | 258   | 18  | 0  | 4.18 | —    |
| 1993–94      | New Jersey Devils        | NHL          | 17  | 8  | 9  | 1171  | 38  | 1  | 1.95 | .928 |
| 1994–95      | New Jersey Devils        | NHL          | 20  | 16 | 4  | 1222  | 34  | 3  | 1.67 | .927 |
| 1996–97      | New Jersey Devils        | NHL          | 10  | 5  | 5  | 659   | 19  | 2  | 1.73 | .929 |
| 1997–98      | New Jersey Devils        | NHL          | 6   | 2  | 4  | 366   | 12  | 0  | 1.97 | .927 |
| 1998–99      | New Jersey Devils        | NHL          | 7   | 3  | 4  | 425   | 20  | 0  | 2.83 | .856 |
| 1999–00      | New Jersey Devils        | NHL          | 23  | 16 | 7  | 1450  | 39  | 2  | 1.61 | .927 |
| 2000–01      | New Jersey Devils        | NHL          | 25  | 15 | 10 | 1505  | 52  | 4  | 2.07 | .897 |
| 2001–02      | New Jersey Devils        | NHL          | 6   | 2  | 4  | 381   | 9   | 1  | 1.42 | .938 |
| 2002–03      | New Jersey Devils        | NHL          | 24  | 16 | 8  | 1491  | 41  | 7  | 1.65 | .934 |
| 2003–04      | New Jersey Devils        | NHL          | 5   | 1  | 4  | 298   | 13  | 0  | 2.62 | .902 |
| 2005–06      | New Jersey Devils        | NHL          | 9   | 5  | 4  | 473   | 17  | 1  | 2.25 | .923 |
| 2006–07      | New Jersey Devils        | NHL          | 11  | 5  | 6  | 688   | 28  | 1  | 2.44 | .916 |
| 2007–08      | New Jersey Devils        | NHL          | 5   | 1  | 4  | 300   | 16  | 0  | 3.19 | .891 |
| 2008–09      | New Jersey Devils        | NHL          | 7   | 3  | 4  | 427   | 17  | 1  | 2.39 | .929 |
| 2009–10      | New Jersey Devils        | NHL          | 5   | 1  | 4  | 299   | 15  | 0  | 3.01 | .881 |
| NHL totalt   | NHL totalt               | NHL totalt   | 181 | 99 | 82 | 11246 | 376 | 23 | 2.01 | .919 |
| AHL totalt   | AHL totalt               | AHL totalt   | 4   | 1  | 3  | 258   | 18  | 0  | 4.18 | —    |
| LHJMQ totalt | LHJMQ totalt             | LHJMQ totalt | 21  | 7  | 14 | 1227  | 76  | 0  | 3.71 | —    |

### Internationellt

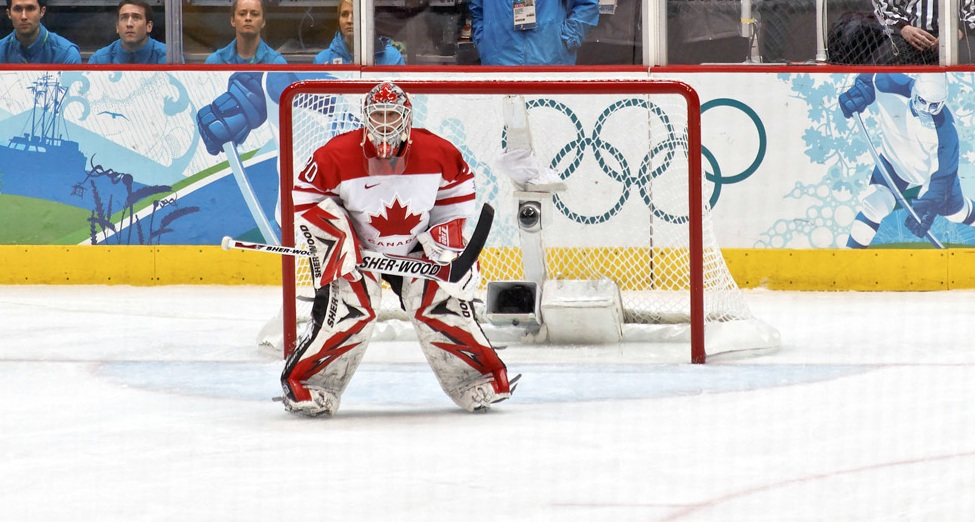
Martin Brodeur under OS 2010.

| År                     | Lag                    | Turnering              |    | M  | V | F | O    | MIN | IM | N    | GIM |
| ---------------------- | ---------------------- | ---------------------- | -- | -- | - | - | ---- | --- | -- | ---- | --- |
| 1996                   | Kanada                 | VM                     | 3  | 0  | 1 | 1 | 140  | 8   | 0  | 3.43 |     |
| 1996                   | Kanada                 | WC                     | 2  | 0  | 1 | 0 | 60   | 4   | 0  | 4.00 |     |
| 1998                   | Kanada                 | OS                     | 0  | 0  | 0 | 0 | 0    | 0   | 0  | —    |     |
| 2002                   | Kanada                 | OS                     | 5  | 4  | 0 | 1 | 300  | 9   | 0  | 1.80 |     |
| 2004                   | Kanada                 | WC                     | 5  | 5  | 0 | 0 | 300  | 5   | 1  | 1.00 |     |
| 2005                   | Kanada                 | VM                     | 7  | 5  | 2 | 0 | 419  | 20  | 0  | 2.87 |     |
| 2006                   | Kanada                 | OS                     | 4  | 2  | 2 | 0 | 238  | 8   | 0  | 2.01 |     |
| 2010                   | Kanada                 | OS                     | 2  | 1  | 1 | 0 | 124  | 6   | 0  | 2.90 |     |
| Internationellt totalt | Internationellt totalt | Internationellt totalt | 29 | 17 | 7 | 2 | 1601 | 60  | 1  | 2.25 |     |